# Sichuan Airlines
Сичуа́нські Авіалі́нії (кит. спр. 四川航空公司, піньїнь: Sìchuān Hángkōng Gōngsì; англ. Sichuan Airlines Co., Ltd.), — регіональна авіакомпанія зі штаб-квартирою в Ченду (провінція Сичуань, КНР), що працює в сфері внутрішніх пасажирських перевезень.
Портом приписки авіакомпанії і її головним транзитним вузлом (хабом) є міжнародний аеропорт Ченду Шуанлю, як інших головних хабів використовуються міжнародний аеропорт Чунцін Цзянбей і міжнародний аеропорт Куньмін Чаншуй.

## Історія
Авіакомпанія була створена 19 вересня 1986 і розпочала роботу 14 липня 1988, першими рейсами стали рейси між Ченду та Ваньчжоу.
У серпні 2002 авіакомпанія реорганізована і Група Сичуанські Авіалінії, яка належить уряду, стала головним акціонером (40 %). Інші акціонери — China Southern Airlines (39 %), Shandong Airlines (10 %), Shanghai Airlines (10 %) і Gingko Restaurant (1 %).
3 травня 2015, Sichuan Airlines офіційно відкрила авіарейс Ченду — Москва, який став першим прямим повітряним маршрутом, що з'єднує Південно-Західний Китай і столицю РФ. Час польоту з Ченду до Москви становить близько 8 годин 25 хвилин. Новий прямий рейс виконують літаки Аеробус-А330 три рази на тиждень — по вівторках, четвергах та суботах. [Архівовано 25 липня 2015 у Wayback Machine.]

## Флот

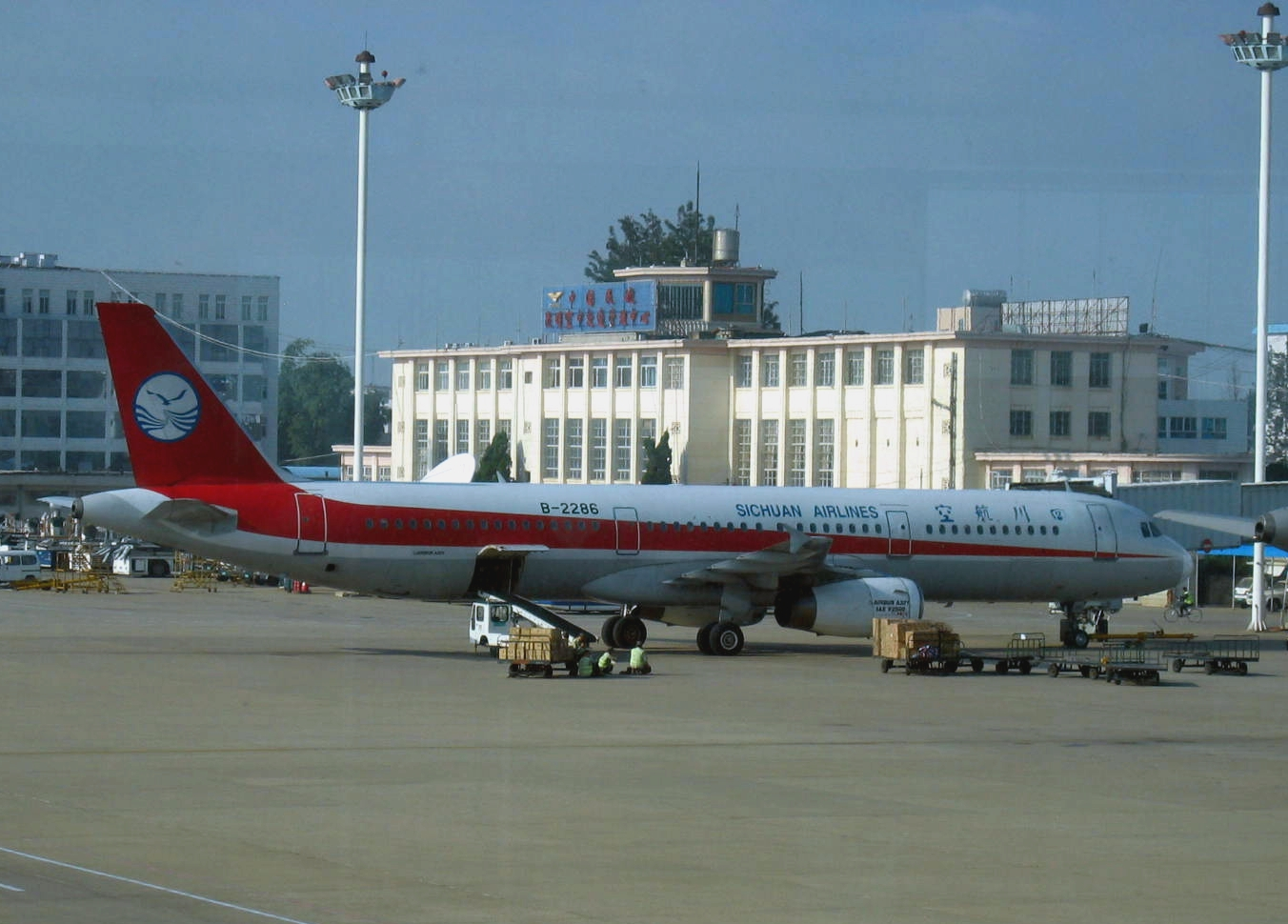
Airbus A321 Sichuan Airlines в аеропорту Куньмін

У березні 2016 флот становили такі літаки:

## Авіаподії та інциденти
- 24 січня 2003 — спроба захоплення літака Embraer ERJ 145, який прямував регулярним рейсом 434 міжнародний аеропорт Чунцін Цзянбей — міжнародний аеропорт Ченду Шуанлю. Терорист спробував використовувати саморобний вибуховий пристрій, поранив себе і одного пасажира, і відтак зловмисника знешкодив співробітник служби безпеки[6].